# Rocco Schiavone
|  | Aquest article tracta sobre el personatge. Si cerqueu la sèrie de televisió, vegeu «Rocco Schiavone (sèrie de televisió)». |

Rocco Schiavone és un personatge fictici, literari i televisiu, protagonista de les novel·les negres d'Antonio Manzini i de la sèrie televisiva Rocco Schiavone. Schiavone és un viceqüestor de la Polizia di Stato italiana, originari del barri del Trastevere de Roma, però destinat per causes disciplinàries a Aosta. A la sèrie de televisió el paper és interpretat per l'actor italià Marco Giallini.

## Característiques del personatge
Schiavone neix el 1966 a Roma. Fuma Camel i condueix un Volvo. És, i se sent, romà fins a la medul·la, i el seu trasllat a la bonica vall alpina d'Aosta és un dels càstigs més grans que se li han pogut aplicar, i està relacionat amb un greu incident que té Schiavone amb el fill d'un polític (tot i que ell defensa que és el millor que ha fet a la seva vida, i probablement té raó). Potser per això s'obstina a vestir d'una manera més apropiada per a la ciutat que per a la muntanya: segueix usant un "loden" i, sobretot, manté els seus Clarks, calçat molt poc apropiat per a zones nevades, i que Schiavone destrossa contínuament.
El viceqüestor (contínuament li diuen comissari, encara que aquest càrrec ha desaparegut de l'escalafó de la Polizia, per la qual cosa ha de corregir tant companys com civils, fins que es desespera i ho deixa) és orfe, i es va criar a la zona de Trastevere, envoltat de gent de mal viure, per la qual cosa les seves opcions passaven per la policia o la delinqüència, decidint-se per la primera, encara que sense deixar del tot la segona. És un home ple de contradiccions, capaç de quedar-se amb un carregament de marihuana requisat (i aconseguir amb la venda una bona quantitat de diners) però incapaç de tancar immigrants irregulars enganyats per una màfia de trànsit de persones. Els seus millors amics (Furio, Brizio i Sebastiano) ho són des de la infància, i són coneguts delinqüents, amb els quals organitza els seus negocis fora de la llei, i amb els quals no li importa ser relacionat.
És un home sol, deprimit, cínic, no li importa ser violent si això serveix als seus fins (legals o il·legals), no és una bona persona, però té al fons un bon cor i rampells de generositat. Políticament incorrecte, esquerp, faldiller i busca-raons, és tolerat pels seus superiors pels seus grans dots d'investigador i la seva capacitat per resoldre els delictes més complicats. Com afirma el seu propi creador: «Rocco viu en una zona d'ombra. Fins i tot la seva moralitat, la seva ètica també és ombrívola».
Schiavone té dos vicis principals: el seu porro de marihuana matutí, sense el qual afirma no estar clar; i la bona vida. També té una classificació dels assumptes que no li agraden, el que ell anomena les tocades de collons: comença al sisè grau (tasques domèstiques per exemple), segueix amb el setè (gestions bancàries o sopars de treball), vuitè (parlar en públic), novè (estancs tancats i vigilàncies amb companys que no es dutxen) i el desè (haver d'encarregar-se d'un cas) que pot arribar a cum laude si es tracta d'un assassinat.
Respecte a la seva vida privada, Schiavone és força faldiller: li atrauen molt les dones, i té bastant èxit, però segueix estant profundament enamorat de la seva dona assassinada, Marina, amb qui manté diàlegs en què ell li comenta el seu dia a dia i ella ho esbronca o ho afalaga, sempre afectuosament.

## Personatges complementaris
- Marina: Esposa de Rocco. Assassinada uns sis anys abans de la trama de la primera novel·la per un gàngster amb què Schiavone manté un conflicte. Ell segueix enamorat, parla amb ella molt sovint, i les altres relacions que manté amb dones són superficials.

- Italo Pierron: Agent de policia. 27 anys, encara que n'aparenta més. Nascut a la vall d'Aosta, intel·ligent. Parla anglès i francès. Es converteix en home de confiança de Rocco. Fuma Chesterfield, cosa que molesta el seu cap cada vegada que li vol gorrejar una cigarreta.

- Nora Tardioli: Amant de Rocco pràcticament des de la seva arribada a la seva nova destinació. Propietària d´una botiga de vestits de núvia, d´uns 40 anys i molt maca.

- Alberto Fumagalli: Patòleg forense. Tot i que han agafat el costum de no saludar-se, s'ha fet molt amic de Schiavone. Procedeix de Livorno.

- Maurizio Baldi: Jutge. Amb fama d'estar mig boig.

- Andrea Corsi: Cap superior de policia. Odia els periodistes perquè la seva dona el va abandonar per un editorialista de La Stampa.

- Caterina Rispoli: Inspectora de 24 anys. Molt eficient. Rocco hi confia. Manté una relació sentimental amb el seu company Italo Perron.

- Luca Farinelli: Comissari suplent, cap de la policia científica.

- Sebastiano Cecchetti: Gran amic de Rocco des de la seva infància. Conegut deliqüent. Inseparable dels altres dos amics de Rocco: Furio i Brizio.

- Agents Deruta i D'Intino: Rocco diu que són «la forma que té Déu de castigar-me». Són dos agents de la comissaria especialment maldestres i ineptes, cosa que provoca no poques situacions còmiques. Els seus companys els sobrenomenen Stanli i Ollio (El gras i el prim).

- Antonio Scipioni: Agent de policia originari en part de Les Marques i en part de Sicília. A La costella d'Adam acaba d'arribar a Aosta, però d'hora es guanya la confiança de Rocco per la seva bona feina. Acabarà arribant a inspector.

- Anna Cherubini: Pintora amiga de Nora. A Temps boig comença una relació romàntica amb Rocco.

## Aparicions literàries
| Any  | Títol original                                                                          | Editorial        | Títol traduït      | Traductor/a            | Publicació                             | Notes                     |
| ---- | --------------------------------------------------------------------------------------- | ---------------- | ------------------ | ---------------------- | -------------------------------------- | ------------------------- |
| 2013 | Pista nera                                                                              | Sellerio Editore | Pista negra        | Anna Casassas          | Salamandra, 2018 ISBN 978-84-16-310258 | Rocco Schiavone-1         |
| 2014 | La costola di Adamo                                                                     | Sellerio Editore | La costella d'Adam | Anna Casassas          | Salamandra, 2015 ISBN 978-84-16-310128 | Rocco Schiavone-2         |
| 2015 | Non è stagione                                                                          | Sellerio Editore | Temps boig         | Anna Casassas          | Salamandra, 2016 ISBN 978-84-16-310173 | Rocco Schiavone-3         |
| 2015 | Era di maggio                                                                           | Sellerio Editore | Sol de maig        | Anna Casassas          | Salamandra, 2017 ISBN 978-84-16-310227 | Rocco Schiavone-4         |
| 2016 | 7-7-2007                                                                                | Sellerio Editore | 7-7-2007           | Anna Casassas          | Salamandra, 2018 ISBN 978-84-16-310265 | Rocco Schiavone-5         |
| 2016 | Cinque indagini romane per Rocco Schiavone                                              | Sellerio Editore |                    |                        |                                        | Relats de Rocco Schiavone |
| 2017 | Pulvis et umbra                                                                         | Sellerio Editore | Pols i ombra       | Anna Casassas          | Salamandra, 2020 ISBN 978-84-16-310326 | Rocco Schiavone-6         |
| 2018 | L’anello mancante                                                                       | Sellerio Editore | L'anell perdut     | Xavier Valls Guinovart | Salamandra, 2022 ISBN 978-84-18-968341 | Relats de Rocco Schiavone |
| 2018 | Fate il vostro gioco                                                                    | Sellerio Editore |                    |                        |                                        | Rocco Schiavone-7         |
| 2019 | Rien ne va plus                                                                         | Sellerio Editore |                    |                        |                                        | Rocco Schiavone-8         |
| 2020 | Ah l’amore l’amore                                                                      | Sellerio Editore |                    |                        |                                        | Rocco Schiavone-9         |
| 2021 | Vecchie conoscenze                                                                      | Sellerio Editore |                    |                        |                                        | Rocco Schiavone-10        |
| 2022 | Le ossa parlano                                                                         | Sellerio Editore |                    |                        |                                        | Rocco Schiavone-11        |
| 2023 | ELP                                                                                     | Sellerio Editore |                    |                        |                                        | Rocco Schiavone-12        |
| 2023 | Riusciranno i nostri eroi a ritrovare l'amico misteriosamente scomparso in Sud America? | Sellerio Editore |                    |                        |                                        | Rocco Schiavone-13        |

## Aparicions televisives
Rocco Schiavone és una sèrie televisiva italiana, produïda des de l'any 2016 i que es transmet pel canal Rai 2.
| Temporada          | Capítols | Estrena en TV |
| ------------------ | -------- | ------------- |
| Primera temporada  | 6        | 2016          |
| Segona temporada   | 4        | 2018          |
| Tercera temporada  | 4        | 2019          |
| Quarta temporada   | 2        | 2021          |
| Cinquena temporada | 4        | 2023          |